# Ніжний вік (фільм, 1983)
«Ніжний вік» (рос. «Нежный возраст») — російський радянський драматично-воєнний фільм Валерія Ісакова, знятий за однойменним романом Олександра Рекемчука.

## Сюжет фільму
Фільм розповідає про юнаків, які ще нещодавно були учнями, а тепер війна зробила їх дорослими. Хлопці однокласники вступають до військової спеціальної школи артилеристів, проходять теорію та практику. Але справжнім екзаменом для них стане саме війна. Паралельно хлопці закохуються та розважаються. У Кіра та його друзів є лише 3 дні на відпочинок перед відправленням на фронт, а до кінця війни ще 5 місяців.

## В ролях
| Актор                  | Роль                     |
| ---------------------- | ------------------------ |
| Євген Дворжецький      | Кір Лопухов              |
| Павло Кондратьєв       | Олексій Мамикін          |
| Олена Беляк            | Оля                      |
| Валентина Титова       | учителька Ерна Федорівна |
| Алефтина Євдокимова    | Анна Лопухова            |
| Наталя Кем             | молодший лейтенант Надя  |
| Герман Качин           | капітан Євграфов         |
| Микола Волков          | лейтенант Градусов       |
| Олександр Аржиловський | майор Зотов              |
| Ігор Пушкарьов         | капітан                  |
| Марія Скворцова        | підселена бабуся         |
| Артем Карапетян        | військовий комісар       |

## Знімальна група
- Режисер: Валерій Ісаков
- Сценарист: Олександр Рекемчук
- Оператор: Борис Середін
- Композитор: Владислав Кладницький